# Premier League Irlandii Północnej w piłce siatkowej mężczyzn (2018/2019)
Premier League Irlandii Północnej w piłce siatkowej mężczyzn 2018/2019 – rozgrywki o mistrzostwo Irlandii Północnej w sezonie 2018/2019 organizowane przez Północnoirlandzki Związek Piłki Siatkowej (ang. Northern Ireland Volleyball).
Mistrzem Irlandii Północnej został klub Aztecs Eagles.

## System rozgrywek
W fazie zasadniczej 7 drużyn rozegrało systemem każdy z każdym po jednym spotkaniu. 3 najlepsze drużyny po fazie zasadniczej walczyło o tytuł mistrzowski, pozostałe natomiast zagrały o zwycięstwo w rozgrywkach Division 1.

## Drużyny uczestniczące
| | Premier League Irlandii Północnej 2018/2019 |   |
| --- | ------------------------------------------- | - |
| BLZ | Ballymoney Blaze                            | 2 |
| GRV | Garvagh Phoenix                             | 4 |
| AZT | Aztecs Eagles                               | 5 |
| QUB | Queen's University Belfast                  | 6 |
| BSH | Bangor Sharks                               | 7 |
| AWA | Aztecs Warriors                             | 8 |
| BLZ2 | Ballymoney Blaze 2                          | 9 |
| Oznaczenia: - kolumna pierwsza – skróty nazw drużyn wpisane na mapie (jeśli ta została zamieszczona), - kolumna trzecia – miejsce zajęte przez daną drużynę w poprzednim sezonie. |                                             |   |

## Faza zasadnicza

### Tabela
| Lp. | Drużyna                    | Pkt | Mecze | Mecze | Mecze | Sety | Sety | Sety | Sety  | Małe punkty | Małe punkty | Małe punkty |
| Lp. | Drużyna                    | Pkt | M     | W     | P     | S    | wyg. | prz. | stos. | zdob.       | str.        | stos.       |
| --- | -------------------------- | --- | ----- | ----- | ----- | ---- | ---- | ---- | ----- | ----------- | ----------- | ----------- |
| 1   | Aztecs Eagles              | 18  | 6     | 6     | 0     | 18   | 18   | 0    | MAX   | 450         | 251         | 1.79        |
| 2   | Ballymoney Blaze           | 15  | 6     | 5     | 1     | 19   | 15   | 4    | 3.75  | 458         | 345         | 1.33        |
| 3   | Queen's University Belfast | 11  | 6     | 4     | 2     | 22   | 12   | 10   | 1.20  | 488         | 475         | 1.03        |
| 4   | Garvagh Phoenix            | 8   | 6     | 3     | 3     | 23   | 11   | 12   | 0.92  | 503         | 476         | 1.06        |
| 5   | Aztecs Warriors            | 7   | 6     | 2     | 4     | 22   | 8    | 14   | 0.57  | 444         | 473         | 0.94        |
| 6   | Ballymoney Blaze 2         | 2   | 6     | 0     | 6     | 24   | 6    | 18   | 0.33  | 435         | 545         | 0.80        |
| 7   | Bangor Sharks              | 2   | 6     | 1     | 5     | 20   | 3    | 17   | 0.18  | 322         | 477         | 0.68        |

Źródło: 
Zasady ustalania kolejności: 1. liczba zdobytych punktów; 2. wyższy stosunek setów; 3. wyższy stosunek małych punktów.
Punktacja: 3:0 i 3:1 - 3 pkt; 3:2 - 2 pkt; 2:3 - 1 pkt; 1:3 i 0:3 - 0 pkt

     runda finałowa
     Division 1 2019

## Faza finałowa

### Tabela
| Lp. | Drużyna                    | Pkt | Mecze | Mecze | Mecze | Sety | Sety | Sety | Sety  | Małe punkty | Małe punkty | Małe punkty |
| Lp. | Drużyna                    | Pkt | M     | W     | P     | S    | wyg. | prz. | stos. | zdob.       | str.        | stos.       |
| --- | -------------------------- | --- | ----- | ----- | ----- | ---- | ---- | ---- | ----- | ----------- | ----------- | ----------- |
| 1   | Aztecs Eagles (M)          | 32  | 12    | 11    | 1     | 42   | 35   | 7    | 5.00  | 1002        | 731         | 1.37        |
| 2   | Ballymoney Blaze           | 28  | 12    | 9     | 3     | 43   | 31   | 12   | 2.58  | 1005        | 826         | 1.22        |
| 3   | Queen's University Belfast | 11  | 12    | 4     | 8     | 43   | 15   | 28   | 0.54  | 800         | 925         | 0.86        |

Źródło: 

Zasady ustalania kolejności: 1. liczba zdobytych punktów; 2. wyższy stosunek setów; 3. wyższy stosunek małych punktów.

Punktacja: 3:0 i 3:1 - 3 pkt; 3:2 - 2 pkt; 2:3 - 1 pkt; 1:3 i 0:3 - 0 pkt

Legenda: (M) – mistrzostwo

## Klasyfikacja końcowa
| Lp. | Drużyna                    |
| --- | -------------------------- |
| 1   | Aztecs Eagles              |
| 2   | Ballymoney Blaze           |
| 3   | Queen's University Belfast |
| 4   | Garvagh Phoenix            |
| 5   | Aztecs Warriors            |
| 6   | Ballymoney Blaze 2         |
| 7   | Bangor Sharks              |